# كتاب مضاد الهشاشة
مضاد الهشاشة: الأشياء التي تستفيد من الفوضى هو كتاب من تأليف نسيم نقولا طالب نُشر في 27 نوفمبر 2012، بواسطة دار رندم هاوس في الولايات المتحدة ودار بنغون للنشر في المملكة المتحدة.
يستند هذا الكتاب إلى أفكار من أعماله السابقة، بما في ذلك مخدوع بالعشوائية (2001)، والبجعة السوداء (2007-2010)، وسرير بروكروستس (2010-2016)، وهو الكتاب الرابع ضمن أطروحة فلسفية من خمسة مجلدات حول عدم اليقين بعنوان Incerto. وقد وُسِّعَ نطاق بعض هذه الأفكار في كتاب طالب الخامس الجلد في اللعبة: التباينات الخفية في الحياة اليومية (2018).

## مقدمة
يقدم نسيم نيقولا طالب هذا الكتاب على النحو التالي: «بعض الأشياء تستفيد من الصدمات؛ فهي تنمو عندما تتعرض للتقلبات والعشوائية والفوضى والضغوطات وتحب المغامرة والمخاطرة، مع ذلك فلا توجد هناك أية كلمة معاكسة تماما لكلمة «هش»، دعنا نسميها «مضادّ الهشاشة»، فكلمة «مضادّ الهشاشة» هي أقوى وأبعد من المرونة أو الصلابة أو المتانة، فالشخص المرن يقاوم الصدمات ويظل على حاله؛ أما الشخص المتين يتحسّن ويصبح أقوى. تمت دراسة هذه الظاهرة في الطب بإتقان، فعلى سبيل المثال يصف قانون وولف كيفية نمو العظام بشكل أقوى بسبب العبء الخارجي».

## تطبيق مفهوم «تضادّ الهشاشة»
طُبِقَّ مفهوم المتانة في الفيزياء، وإدارة المخاطر، وعلم الأحياء الجزيئي، وتخطيط النقل والهندسة، والفضاء الجوي ناسا، وإدارة المشاريع العملاقة، وعلم الحاسوب. في مجال علم الحاسوب هناك اقتراح منظم لـ «بيان برنامج المتانة» للتفاعل مع تصميمات النظام التقليدية. وتتمثل الفكرة الرئيسية في تطوير المتانة خلال التصميم، وبناء نظام يحسّن من مدخلات البيئة.

## استقبال النقّاد
كان كتاب المتانة على قائمة النيويورك تايمز الأكثر الكتب مبيعا، وأشاد به النقاد في عدد كبير من المجلات المشهورة بما في ذلك: هارفرد بزنيس ريفيو، ومجلة فورتشن، ونيوستيتسمان، وذي ايكونوميست، وفوربس.
على الرغم من أن بويد تونكين من صحيفة الإندبندنت قد انتقد أسلوب طالب ب «مبتذل وسخيف ومغضب». تشمل الانتقادات الأقل إيجابية ميتشيكو كاكوتاني من صحيفة النيويورك تايمز، التي وصفت الكتاب بأنه «جنوني وجريء ومكرر وعجيب ومختزل ومنغمس في الذات واستفزازي وعقلاني». رد طالب على ذلك من خلال ملاحظة واحدة من الخمسة أخطاء من انتقادها سائلا: «هل هي مجنونة بما فيه الكفاية لدمج موضوع فني دون طلب نصيحة متخصصة، أو حتى الانخراط في شيء أساسي مثل محرك بحث جوجل؟».
ركزت بعض الانتقادات السلبية على أسلوب طالب والهيكل العام للكتاب، ولا سيما صعوبة تلخيصها بشكل أسهل في مراجعة خاطفة، وعلى الرغم من أن الكتاب يحتوي على جدول محتويات وملخصات للفصول، إلا أنه من الصعب تخيل خلاصة للكتاب نظرا لعدم وجود نمط ملحوظ للملخصات ورؤوس المحتوى، كما أن العديد من العناوين غير واضحة على سبيل المثال «هانجري دونكيس - حمر جائعة» والتي يقصد به الكاتب الانتقادات المتخلفة للكتاب، وإجبارهم على قراءته كله.